# 小笠原忠基
小笠原 忠基（おがさわら ただもと）は、豊前国小倉藩の第3代藩主。小笠原家宗家4代。

## 生涯
天和2年（1682年）7月4日、第2代藩主・小笠原忠雄の長男として江戸屋敷で生まれる。元禄4年（1691年）、清貞と名乗る。元禄9年（1696年）から父と二元政治を行ない、従五位下、織部正に叙任された。元禄10年（1697年）に遠江守に転任する。元禄11年（1698年）、清貞から清遥と改名する。享保10年（1725年）、父の死去により跡を継いだ。
藩政においては文治を奨励し、享保の大飢饉で4万人の死者を出し盗賊などが蔓延ったために治安回復に努める一方で、享保13年（1728年）に被差別部落に対する部落差別的な法令を制定するなどしている。寛保元年（1741年）に忠基と改名する。
宝暦2年（1752年）2月5日に死去した。享年71。
嫡男の忠貞は寛保元年（1741年）に早世していたため、六男の忠総が跡を継いだ。

## 系譜
- 父：小笠原忠雄（1647年 - 1725年）
- 母：久姫 - 長寿院、浅野光晟の娘
- 正室：梅 - 浅野綱長娘
  - 長男：小笠原忠貞（1706年 - 1741年）
- 側室：常 - 涼心院、木村重房娘
  - 六男：小笠原忠総（1727年 - 1790年）
- 側室：松室氏
  - 次男：小笠原長逵（1713年 - 1770年） - 小笠原長興の養子
- 側室：井手氏
- 生母不明の子女
  - 男子：小笠原長吉
  - 男子：小笠原久吉
  - 男子：小笠原長良
  - 七男：小笠原長周
  - 女子：利代姫
  - 女子：幾姫
  - 女子：幸姫 - 松平明矩正室
  - 女子：多賀姫
- 養子
  - 女子：永姫 - 小笠原長恭正室、小笠原忠貞の娘